# ناتالي برستون
ناتالي برستون (بالإنجليزية: Natalie Preston)‏ (16 أغسطس 1977 بليفربول في المملكة المتحدة - ) هي لاعبة كرة قدم بريطانية في مركز الوسط. لعبت مع نادي ليفربول لكرة القدم للسيدات وBlackburn Rovers W.F.C. ‏ ونادي إيفرتون للسيدات وLeeds United Women F.C. ‏ وTranmere Rovers L.F.C. ‏.